# Kinnareds kyrka
Kinnareds kyrka är en kyrkobyggnad i Kinnared i Hylte kommun. Den tillhör sedan 2014 Torups församling (tidigare Kinnareds församling) i Göteborgs stift.

## Kyrkobyggnaden
Kyrkplatsen ligger intill Kilan som är ett tillflöde till Nissan. Stenkyrkan består av ett rektangulärt långhus med ett kyrktorn tillbyggt ovanpå långhusets västra del. En sakristia är vidbyggd på nordsidan och ett vapenhus finns vid västra sidan. Ingång finns i väster via vapenhuset samt direkt till korpartiet i sydost. Det rektangulära långhuset är murat i sten, medan tornet och tillbyggnaderna är av trä. I det befintliga långhusets östra del finns betydande mursträckningar av en medeltida salkyrka, sannolikt uppförd tidigast vid mitten av 1200-talet. Kyrkan förlängdes åt väster under 1700-talets andra hälft. Trätornet ovanför långhusets västra del uppfördes 1786. Nuvarande vapenhus tillkom 1866, men byggdes om vid en genomgripande restaurering 1936-1937. Kyrkans exteriör präglas framförallt av 1700-talets ombyggnader. Murarna är vitputsade såväl ut- som invändigt och genombryts av stickbågiga fönsteröppningar. Kyrktorn och trätillbyggnader är brädfodrade och vitmålade. Långhuset har ett brant sadeltak medan tornet kröns av en svängd huv med sluten lanternin. Samtliga yttertak är plåttäckta. 

## Dekorationsmålningar
- År 1667 försåg Sören Karulf kyrkans väggar med kalkmålningar.
- Det platta innertaket byttes 1776 ut mot ett välvt och två år senare bemålades det av häradsmålaren Sven Niclas Berg från Reftele. Vid kyrkan förlängning 1786 kompletterades målningarna i samma stil av Samuel Lindgren. Även bänkgavlarnas blommor och blad har utförts av Berg vid samma tid. Taket övermålades två gånger under 1800-talet och vid en nyklassicistisk restaurering 1878 vitmålades både tak och inventarier. År 1901 schablonmålades taket. Till sist frilades både tak- och väggmålningar av Carl Otto Svensson vid en restaureringen 1936-1937.

## Interiör och inventarier

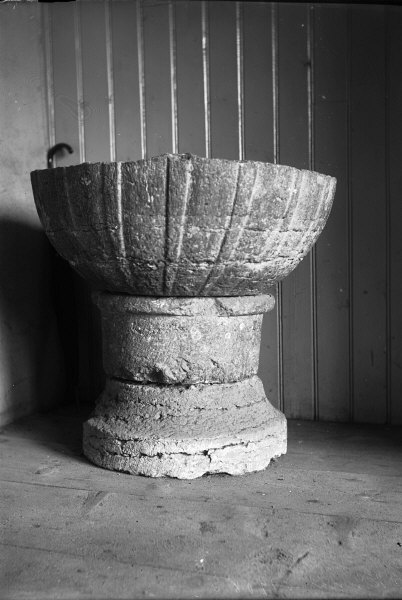
Dopfunten

- Dopfunten i röd kalksten tillverkades i Gotland någon gång i slutet av 1200-talet och in på 1300-talet. Den tillhör den så kallade musselcuppsskolan. Funten är fragmentarisk och endast en del av cuppan och skaftet finns bevarade. Cuppan har ett refflat mönster. Skaftet är cylindrisk med en vulst upptill. Överdelen är avslagen och svårt skadad. De äldre delarna står på en nytillverkad granitfot.[1]
- Fönstret vid altaret har en glasmålning utförd av Yngve Lundström i Göteborg. Dess motiv är den segrande och välsignande Kristus.
- Över dopfunten hänger en medeltida ljuskrona av järn. Den anses vara Hallands äldsta ljuskrona och har samma bikupsliknande form som de medeltida kyrkklockorna. I de fyra smidda ringarna, som hålls ihop av lodräta järnband, hänger inte mindre än 225 smidda löv. När vapenhuset revs år 1866 hamnade kronan på kyrkvinden, men så småningom fick den en värdigare plats på Hallands Museum. Där förvarades den tills 1937, då den återbördades till sockenkyrkan. Men, när kronan anlände till museet fanns endast två löv kvar av de ursprungliga 225. Det berättas att den som ägde ett löv från kronan kunde förutse och vet mer än andra. Rost och avskrap från löven fungerade även som gott botemedel mot olika sjukdomar. Denna "Ebbes ljuskrona" togs åter fram vid restaureringen 1937.[2]
- Predikstolen i renässansstil är från 1632 och försedd med skulpturer. Den bär Kristian IV:s monogram.
- Madonna och barnet från 1400-talet skuren i ek, 111 cm hög. Togs åter fram vid restaureringen 1937.
- Ett Triumfkrucifix, 130 cm hög, skuren i ek, på södra långhusväggen, daterad till mitten av 1300-talat[3].

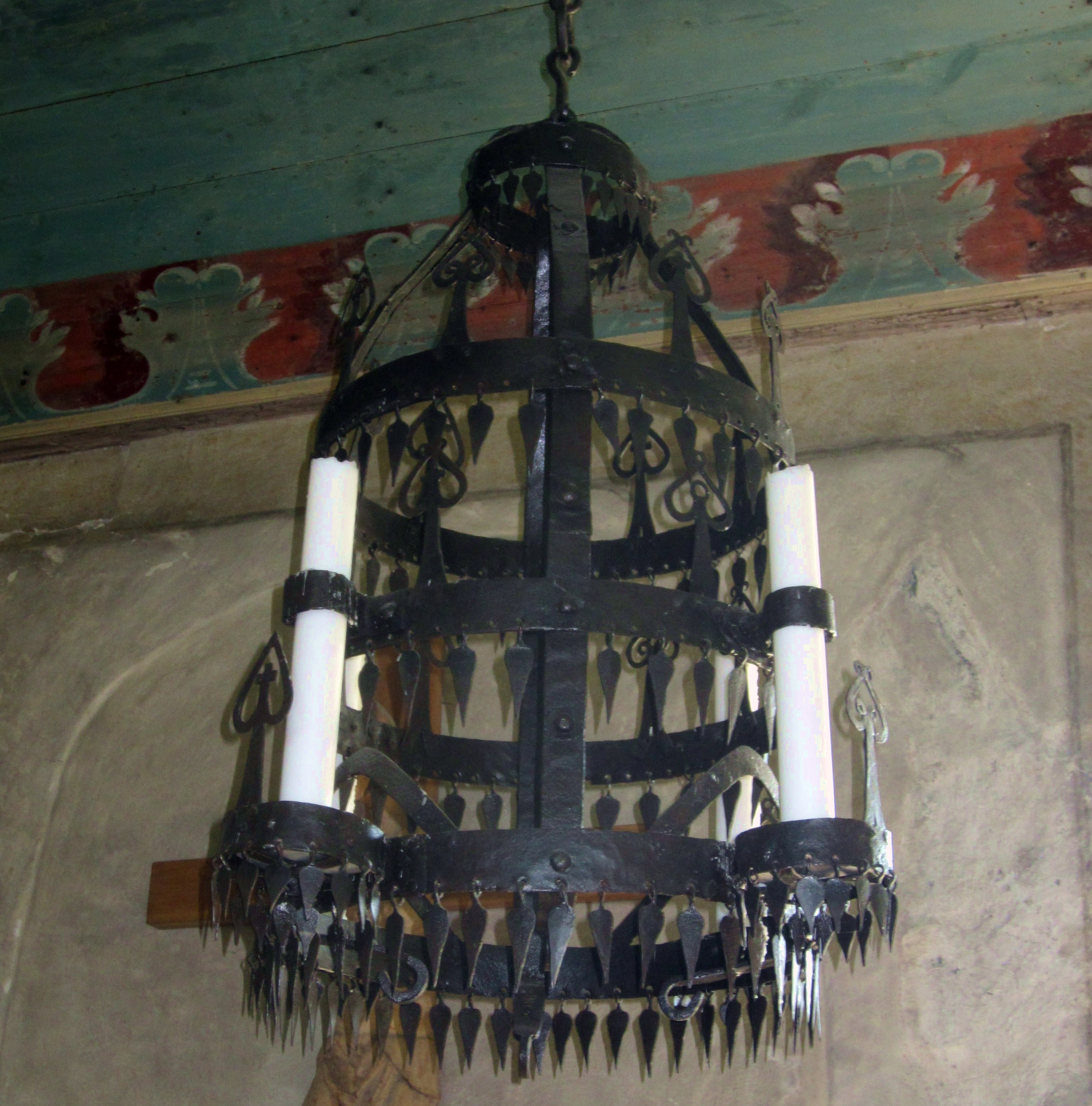
Den medeltida Ebbe-kronan hänger över dopfunten i Kinnareds kyrka.

- Den medeltida Ebbe-kronan hänger över dopfunten i Kinnareds kyrka.Kyrkklockorna göts 1836 och 1862. En av dem har en latinsk inskription.

### Orgel
- 1849 byggdes en orgel av Johan Nikolaus Söderling, Göteborg med 5 stämmor.
- 1916 byggdes en orgel av Olof Hammarberg, Göteborg med 6 stämmor.
- Den nuvarande mekaniska orgeln är tillverkad 1967 av Tostareds Kyrkorgelfabrik, Tostared bakom Johan Nikolaus Söderlings fasad från 1849. Den har femton stämmor fördelade på två manualer och pedal.[4]

| Huvudverk I     | Svällverk II      | Pedal         | Koppel |
| Gedakt 8´       | Rörflöjt 8´       | Subbas 16´    | I/P    |
| Principal 4´    | Gedaktflöjt 4´    | Principal 8´  | II/P   |
| Spetsflöjt 4´   | Principal 2´      | Kvintadena 4´ | II/I   |
| Blockflöjt 2'   | Ters 1 3/5'       |               |        |
| Scharff 3 chor  | Kvinta 1 1/3'     |               |        |
| Trumpetregal 8' | Sifflöjt 1'       |               |        |
|                 | Crescendosvällare |               |        |